# Смирнов, Андрей Александрович (хоккеист)
Андрей Александрович Смирнов (24 апреля 1990, Череповец) — российский хоккеист, центральный нападающий.

## Биография
Воспитанник череповецкого хоккея. Начинал играть в сезоне 2005/06 за «Северсталь-2». С сезона 2008/09 — в ХК «Липецк», провёл три матча в клубе NAHL «Уэнатчи Уайлд». В сезоне конце сезона 2009/10 провёл единственный матч за «Северсталь». В межсезонье перешёл в новокузнецкий «Металлург». 14 июня 2011 года был обменян обратно в череповецкий клуб на право выбора драфта КХЛ-2012, подписав двухлетний контракт. Затем играл за «Титан» (2012), «Кристалл» Саратов (2012—2014), «Ижсталь» (2014—2016, 2017—2018), «Буран» (2016—2017).